# Comarca
Comarca (spanisch, katalanisch, galicisch und portugiesisch) ist eine traditionelle Bezeichnung für eine Region oder eine regionale bzw. lokale Verwaltungseinheit, die in Teilen Spaniens, Portugals, Panamas und Brasiliens verwendet wird bzw. verwendet wurde. Eine Comarca ist mit dem deutschen Landkreis oder dem österreichischen politischen Bezirk vergleichbar.

## Etymologie
Das Wort ist eine Bildung zu marca – dies entspricht dem alten deutschen Wort Mark (althochdeutsch marcha) mit der Bedeutung „Gebiet an der Grenze“ oder auch „abgegrenztes Gebiet“. Die Wortbildung comarca mit der Vorsilbe co- ist vergleichbar mit der deutschen Wortbildung Gemarkung für ein Gebiet, insbesondere ein Gemeindegebiet. In Teilen von Südfrankreich wird die Bezeichnung comarque für einige régions naturelles verwendet.
Die Bedeutung des Wortes „comarca“ entwickelte sich später weiter, so dass es nicht mehr nur als Bezeichnung für ein „Grenzgebiet“ ("área fronteiriça") verwendet wurde, sondern in einem breiteren Sinne, um sich allgemein auf jedes geografische Gebiet zu beziehen. Es wurde insbesondere für ein Gebiet um eine wichtige Stadt (cidade) oder einen wichtigen Ort (vila) herum verwendet, das auch andere benachbarte Städte umfasste und eine Zwischenstufe zwischen einer lokalen Umgrenzung (wie einem Municipio) und einer regionalen Umgrenzung (wie einer Provinz) darstellte.

## Brasilien

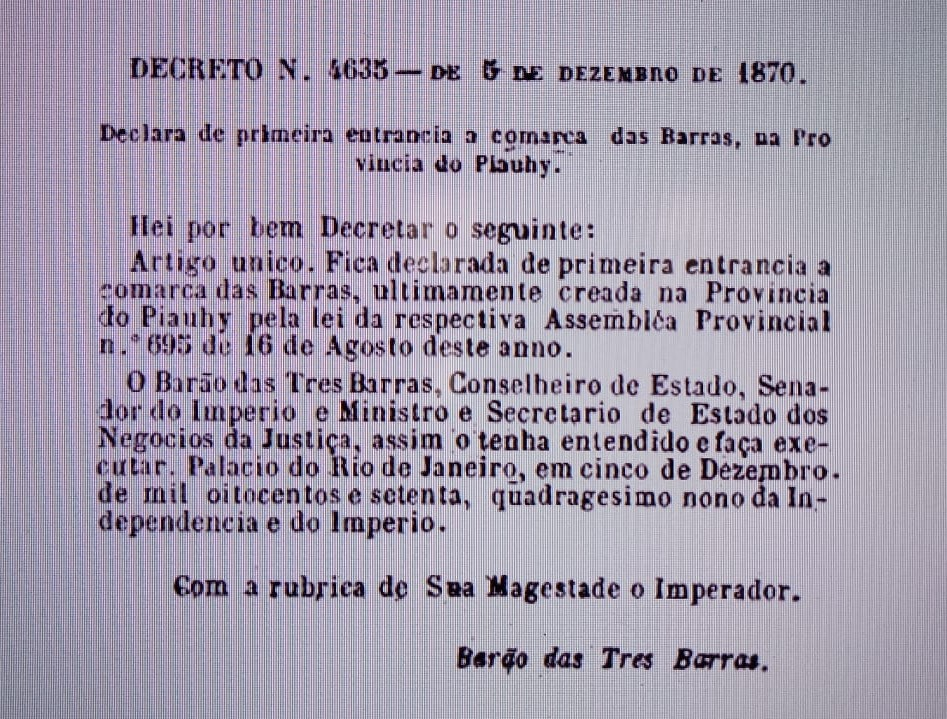
Urkunde, in der Kaiser Pedro II. von Brasilien eine Stadt in den ersten Justizrang erhebt.

In Brasilien bezeichnet die Comarca einen Gerichtsbezirk, die unterste Stufe der territorialen Gerichtsorganisation in Brasilien. Es kann Comarcas geben, die mit den Grenzen eines Munizips übereinstimmen oder über diese hinausgehen und mehrere kleine Munizipe umfassen. Im zweiten Fall ist eines dieser Munizipe der Sitz des Gerichtsbezirks, während die anderen nur für die Zwecke der Gerichtsorganisation die Comarcas sind. Eine Comarca ist der Ort, an dem der Richter ersten Grades zuständig ist, der Ort, an dem er seine Gerichtsbarkeit ausübt.
Das Staatsgebiet ist in Comarcas eingeteilt, die in Kreisen zusammengefasst und in Gerichtsbezirke unterteilt werden können. Innerhalb jeder Comarca kann es ein oder mehrere Gerichte geben, und die Schaffung neuer Gerichte erfolgt nach denselben Kriterien wie die Schaffung der Comarcas auf der Grundlage von Indizes, die durch staatliches Recht festgelegt werden.
Beispiele für Gerichte sind Kinder- und Jugendgerichte (Varas de Infância e Juventude), Finanzgerichte (Varas da Fazenda Pública), Zivilgerichte (Varas Cíveis), Familiengerichte (Varas de Família), Strafgerichte (Varas Criminais), Sonderstrafgericht (Juizado Especial Criminal), Hilfsrichter (Juízes de Direito Auxiliares), Sonderzivilgericht (Juizado Especial Cível).
Die Gerichte werden in die erste, zweite, dritte und vierte Instanz eingeteilt. Die Bezirke sind Teil der ersten Instanz, während die Gerichtshöfe Teil der zweiten Instanz sind. Die Gerichte werden auch nach ihrer Bedeutung eingeteilt, wobei die erste Ebene die unbedeutendste oder kleinste ist und die besondere Ebene (in manchen Fällen auch vierte Ebene genannt) der Bezirk der Landeshauptstadt ist. In Bahia werden die Bezirke seit 2008 in „initial“ (ehemals 1.), ‚intermediate‘ (ehemals 2. und 3.) und „final“ (ehemals special) eingeteilt, was der Landeshauptstadt entspricht.
Bei der Bildung und Einteilung der Bezirke werden die Zahl der Einwohner und Wähler, das Steueraufkommen, die forensische Tätigkeit und die territoriale Ausdehnung der Gemeinden des Staates berücksichtigt.
Wesentliche Voraussetzungen für die Bildung eines Bezirks: I - eine Mindestbevölkerung von fünfzehntausend Einwohnern oder mindestens achttausend Wählern; II - eine jährliche forensische Tätigkeit von mindestens zweihundert Gerichtsverfahren; III - kommunale Steuereinnahmen, die das dreitausendfache des in der Landeshauptstadt geltenden Mindestlohns übersteigen.

## Portugal
In Portugal waren die Comarcas während des Antigo Regime (Altes Regime) Verwaltungs- und Gerichtsabteilungen des Landes (oberhalb der Gemeinden, den damaligen Paróquias), an deren Spitze ein Magistrat (magistrado) stand, der die Krone oder – im Falle von Comarcas, die aus Grundbesitz bestanden – den jeweiligen Grundherrn vertrat.
Heute existiert der Begriff der Comarca in Portugal noch als Bezeichnung der erstinstanzlichen Gerichtsbezirke. Die Comarca ist damit die unterste Stufe der territorialen Gerichtsorganisation im portugiesischen Rechtssystem.

### Altes Regime
Ab dem 15. Jahrhundert wurden die großen Militär-, Verwaltungs- und Gerichtsbezirke, in die das Königreich Portugal unterteilt war, als „Comarcas“ bezeichnet. Damals gab es die Comarcas von Entre-Douro-e-Minho, Trás-os-Montes, Beira, Estremadura und Alentejo, zu denen das Königreich Algarve hinzukam. Ab dem 17. Jahrhundert wurden diese Regionen vorzugsweise als „Provinzen“ ("províncias") bezeichnet.
Der Begriff „Comarca“ wurde für die neu geschaffenen Bezirke verwendet, die die Provinzen unterteilten. Die meisten Verwaltungs- und Justizfunktionen, die zuvor von den Provinzen wahrgenommen worden waren, wurden auf die neuen Comarcas übertragen. Als Vertreter des Monarchen gab es in jeder Comarca einen Magistrat, der anfangs „Leutnant“ ("tenente"), dann „meirinho-mor“ und schließlich „corregedor“ genannt wurde.
In den herrschaftlichen Comarcas gab es einen ähnlichen Magistrat, der jedoch vom Beschenkten (donatário) ernannt wurde und den Namen „ouvidor“ trug. Die Magistrate der Comarcas übten sowohl Verwaltungs- als auch Gerichtsfunktionen aus und beaufsichtigten die Richter der Außenbezirke, die ordentlichen Richter und die Verwaltungen der Gemeinden in ihrem Einzugsbereich. Die Verwaltungs- und Gerichtstätigkeit der corregedores wurde „correição“ genannt, ein Begriff, der gelegentlich auch für die comarcas selbst verwendet wurde. Die Bezirke, für die die Bürgerbeauftragte zuständig waren, wurden dagegen als „ouvidorias“ bezeichnet.

### Neuzeit

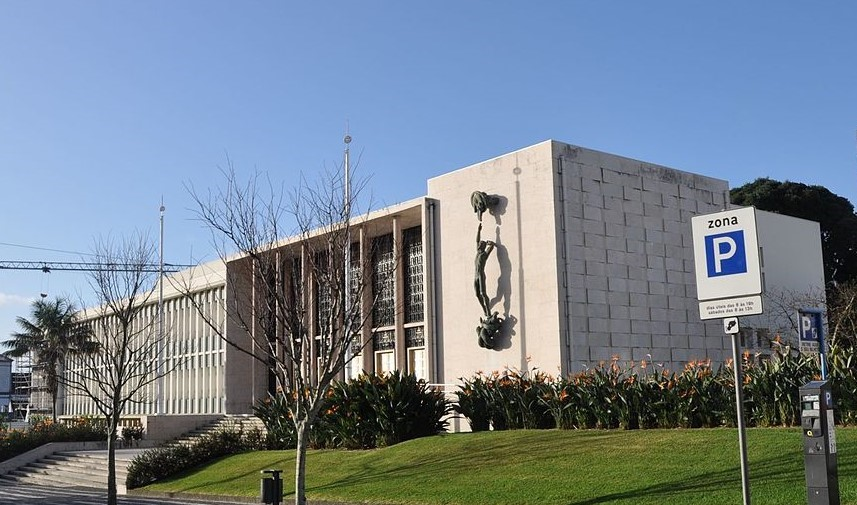
Justizpalast in Ponta Delgada, Sitz der Region Azoren (Comarca dos Açores)

Im Zuge der Verwaltungsreformen nach der Liberalen Revolution 1822 erfolgte eine Neustrukturierung der Verwaltungsgliederung Portugals, wo sie zu den heutigen Gemeinden, den Freguesias wurden, die in Concelhos (Landkreisen) zusammengefasst wurden.
Die Einführung der verfassungsmäßigen Ordnung und ihrer Doktrin der Gewaltenteilung führte zu einer Spezialisierung der Staatsorgane, von denen jedes nur noch im Bereich einer einzigen Judikative, Exekutive oder Legislative tätig war, anstatt wie im Antigo Regime mehrere von ihnen zu konzentrieren. Infolgedessen wurden auch Gerichtsbezirke eingerichtet, die sich von den Verwaltungsbezirken unterschieden, auch wenn sie gelegentlich territorial übereinstimmen konnten. Die Comarcas, die zu Beginn des konstitutionellen Regimes als Verwaltungsbezirke in den Händen von Unterpräfekten geführt wurden (mit Ausnahme der Comarcas, die Sitz von Provinzen waren, die direkt in den Händen der jeweiligen Präfekten lagen), wurden in diesem Zusammenhang durch die 1835 geschaffenen Verwaltungsbezirke ersetzt. Die Comarcas wurden dann zu reinen Gerichtsbezirken, die jeweils den Zuständigkeitsbereich eines Gerichts oder eines Gerichts erster Instanz bildeten.
Seit dem 19. Jahrhundert hat sich die Zahl der Comarcas im Land sukzessive erhöht, da das Anwachsen der Fallzahlen in den verschiedenen Orten die Schaffung neuer erstinstanzlicher Gerichte rechtfertigte. Ende 2013 war Portugal bereits in 213 Comarcas unterteilt, von denen die meisten dem Gebiet einer einzigen Gemeinde entsprachen, einige aber auch mehr als eine umfassten. Zu diesem Zeitpunkt verfügte jede Comarca über ein erstinstanzliches Gericht. Dieses konnte von einem kleinen Gericht mit einem einzigen Gericht mit allgemeiner Zuständigkeit bis hin zu einem großen Gericht mit mehreren Gerichten oder Gerichten mit besonderer Zuständigkeit (Zivil-, Straf-, Ermittlungsverfahren usw.) reichen. Da kleine Bezirksgerichte mit nur einem oder wenigen Richtern nicht in der Lage waren, die für die Beurteilung verschiedener Angelegenheiten erforderlichen Sammelgerichte zu bilden, wurden die Bezirke zu diesem Zweck in Gerichtskreisen zusammengefasst.
Im Jahr 2014 wurde nach dem neuen Gesetz über die Organisation des Justizwesens (Gesetz Nr. 62/2013 vom 26. August) eine neue Karte der portugiesischen Justiz erstellt, die zu einer tiefgreifenden Veränderung der Gerichtseinteilung führte. Nach diesem neuen Gerichtsverteilungsplan wurden die zuvor bestehenden 231 kleinen Bezirke - sowie die Gerichtsbezirke, in denen sie zusammengefasst waren - durch 23 neue große Bezirke ersetzt. Die neuen Comarcas stimmen nun in den meisten Fällen mit den Gebieten der Verwaltungsbezirke und autonomen Regionen überein.
Alle neuen Comarcas verfügen nun einheitlich über ein großes Gericht erster Instanz, das in mehrere Fachgerichte unterteilt ist. Es wird zentrale Zivilgerichte, zentrale Strafgerichte, Strafermittlungsgerichte, Familien- und Jugendgerichte, Arbeitsgerichte, Handelsgerichte, Vollstreckungsgerichte, örtliche Zivilgerichte, örtliche Strafgerichte und örtliche allgemeine Gerichte geben. In bestimmten Bezirken kann es auch Nachbarschaftsgerichte geben, die die Aufgabe haben, bestimmte gerichtliche Dienstleistungen in Gemeinden zu dezentralisieren, die nicht mehr Sitz eines Bezirks sind.
Zusätzlich zu den Bezirksgerichten gibt es eine Reihe von erstinstanzlichen Gerichten mit erweiterter territorialer Zuständigkeit, die jeweils für mehrere Bezirke zuständig sind. Dies sind derzeit: die Strafgerichte von Porto, Coimbra, Lissabon und Évora, das Seegericht, das Gericht für geistiges Eigentum, das Gericht für Wettbewerb, Regulierung und Aufsicht und das Zentrale Kriminalgericht.

## Spanien
Nach dem Übergang zur Demokratie wurden die Comarcas in einigen Autonomen Gemeinschaften Spaniens als Gebietskörperschaften eingerichtet. Sie bilden dort damit eine eigene Ebene der kommunalen Selbstverwaltung. Im Rest Spaniens sind die Comarcas rechtlich nicht existent und dienen nur als traditionelle Gebietsbezeichnung (womit auch ihre Abgrenzungen nicht überall eindeutig sind). Sie dienen deshalb auch nicht als LAU-1-Ebene (Gruppen von Gemeinden) im internationalen Verwaltungsgliederungsschlüssel.
In folgenden Autonomen Gemeinschaften bestehen Comarcas als Gebietskörperschaften:
- Katalonien (flächendeckend; 41 Comarques; 1988–1991 eingerichtet)
- Aragonien (flächendeckend bis auf den Großraum Saragossa; 32 Comarcas; 2001–2004 eingerichtet)
- baskische Provinz Álava (dort als Cuadrillas bezeichnet; flächendeckend, wobei die Stadt Vitoria-Gasteiz eine eigene Cuadrilla bildet; 7 Cuadrillas; 1992–1994 eingerichtet)
- Kastilien-León (dort existiert nur die Comarca El Bierzo; 1991 eingerichtet)

Eine ähnliche Funktion (Verwaltungsebene oberhalb der Gemeinde- und unterhalb der Provinz-Ebene) nehmen auf den Balearischen Inseln und Kanarischen Inseln die Inselräte wahr. Die Balearischen Inseln sind nicht in Provinzen unterteilt, daher gibt es dort keine Provinzregierungen. Die Kanarischen Inseln sind zwar in zwei Provinzen unterteilt, jedoch gibt es dort keine Provinzregierungen. Die Unterteilung dient dort lediglich für Zwecke der Statistik und von Wahlen:
- Balearische Inseln: vier Consells Insulars (Mallorca, Menorca, Ibiza und Formentera, wobei letztere Insel nur aus einer Gemeinde besteht und Consell Insular und Gemeindeverwaltung identisch sind)
- Kanarische Inseln: sieben Cabildos Insulares (Teneriffa, Gran Canaria, Lanzarote, Fuerteventura, La Palma, La Gomera, El Hierro)

Andalusien ist seit dem 28. März 2003 flächendeckend in 62 Comarcas eingeteilt, die allerdings lediglich die Funktion von Planungsregionen für den Tourismus und die Entwicklung sportlicher Einrichtungen erfüllen.